# Il meglio del west
Il meglio del west (Best of the West) è una serie televisiva statunitense in 22 episodi trasmessi per la prima volta nel corso di una sola stagione dal 1981 al 1982.
È una commedia western incentrata sulle disavventure di Sam Best (interpretato da Joel Higgins), sceriffo federale a Copper Creek.

## Trama
Sam Best è un veterano della Guerra Civile che diventa un marshall a Copper Creek dopo aver accidentalmente messo in fuga un pistolero incompetente chiamato Calico Kid, e vi si trasferisce con la famiglia. Originari di Filadelfia, i Best erano arrivati a Copper Creek con l'intenzione di aprire un emporio. La famiglia di Sam è composta da sua moglie Elvira e dal figlio Daniel, che rimpiange le comodità della città natia. Il cast comprende anche Leonard Frey nel ruolo di Parker Tillman il cattivo di turno, Tom Ewell, nel ruolo del medico ubriacone Jerome Kullens, e Tracey Walter, nel ruolo dello scagnozzo incapace, ma di buon cuore, di Tillman, Frog Rothchild, Jr.

## Personaggi e interpreti
- Marshall Sam Best (22 episodi, 1981-1982), interpretato da Joel Higgins.
- Elvira Best (22 episodi, 1981-1982), interpretata da Carlene Watkins.
- Daniel Best (22 episodi, 1981-1982), interpretato da Meeno Peluce.
- Laney Gibbs (22 episodi, 1981-1982), interpretato da Valri Bromfield.
- Frog Rothchild Jr. (22 episodi, 1981-1982), interpretato da Tracey Walter.
- Doc Kullens (22 episodi, 1981-1982), interpretato da Tom Ewell.
- Parker Tillman (22 episodi, 1981-1982), interpretato da Leonard Frey.
- Sindaco Fletcher (7 episodi, 1981-1982), interpretato da Macon McCalman.

### Guest star
Tra le guest star: Bill Hart, Frank Marth, Mark Withers, Slim Pickens, Jonathan Banks, Richard Moll, Eve Brent, Patrick Cranshaw, Barbara K. Whinnery, Kevin Scannell, David Knell, Barbara Bryne, Bruce M. Fischer, Brad Sullivan, Robert Carnegie, John Dennis Johnston, Ronald F. Hoiseck, Erik Holland, Burton Gilliam, Darrell Zwerling, Al Lewis, James Calvert, Jack O'Halloran, Dixie Carter, Ted Gehring, Erwin Fuller, Andy Griffith, Betty White, Alan Autry, John Randolph.

## Produzione
La serie fu prodotta da Paramount Television e girata negli studios della Paramount a Hollywood in California. Le musiche furono composte da Roger Steinman.

### Registi
Tra i registi sono accreditati:
- Howard Storm in 6 episodi (1981-1982)
- Stan Daniels in 3 episodi (1981-1982)
- James Burrows in 3 episodi (1981)
- Jeff Chambers in 3 episodi (1981)
- Ed. Weinberger in 2 episodi (1981-1982)
- Michael Lessac in 2 episodi (1982)
- Will Mackenzie in un episodio (1981)

### Sceneggiatori
Tra gli sceneggiatori sono accreditati:
- Earl Pomerantz in 13 episodi (1981-1982)
- David Lloyd in 3 episodi (1982)
- Michael Leeson in 2 episodi (1981)
- Mitch Markowitz in 2 episodi (1981)
- Sy Rosen in un episodio (1981)
- Sam Simon in un episodio (1981)

## Distribuzione
La serie fu trasmessa negli Stati Uniti dal 10 settembre 1981 al 21 giugno 1982 sulla rete televisiva ABC. In Italia è stata trasmessa con il titolo Il meglio del west.
Alcune delle uscite internazionali sono state:
- negli Stati Uniti il 10 settembre 1981 (Best of the West)
- nei Paesi Bassi il 25 agosto 1983
- in Italia (Il meglio del west)

## Episodi
| Stagione       | Episodi | Prima TV USA |
| -------------- | ------- | ------------ |
| Prima stagione | 22      | 1981-1982    |